# Округ Кинг енд Квин (Вирџинија)
Кинг енд Квин (енгл. King and Queen County) је округ у америчкој савезној држави Вирџинија.

## Демографија
По попису из 2010. године број становника је 6.945, што је 315 (4,8%) становника више него 2000. године.
| Група             | 2000.         | 2010.         |
| Белци             | 4.036 (60,9%) | 4.547 (65,5%) |
| Афроамериканци    | 2.365 (35,7%) | 1.975 (28,4%) |
| Азијати           | 18 (0,3%)     | 17 (0,2%)     |
| Хиспаноамериканци | 58 (0,9%)     | 184 (2,6%)    |
| Укупно            | 6.630         | 6.945         |